# Beatgees
Beatgees ist ein Produzententeam für Popmusik aus Berlin, bestehend aus Philip Böllhoff, Sipho Sililo, David Vogt und Hannes Büscher.

## Geschichte
Die „Beatgees“ gründeten sich 2008. Böllhoff, Sililo, Vogt und Büscher hatten schon vor 2008 in der Hip-Hop-Szene komponiert und produziert.
Die Beatgees waren verantwortlich für Instrumentale u. a. von Tim Bendzko, MoTrip, Curse, Flo Mega, Rosenstolz, Culcha Candela, Olli Banjo, Rapsoul, Vanessa Petruo, den Spezializtz, Lady Bitch Ray, F.R. und Sha. Außerdem gab es Remixe zum Beispiel für Jay-Z, Frida Gold, Sabrina Setlur, Lena Meyer-Landrut und einen Auftritt beim Splash-Festival. Als Management fungiert Guerilla Entertainment, das auch Tim Bendzko betreut.

## Diskografie (Auswahl)
- 2007: Culcha Candela – Culcha Candela (Universal)
- 2008: Vorsicht, Stufe! – F.R. (DEAG)
- 2009: Schöne neue Welt – Culcha Candela (Universal)
- 2009: Siggy & Harry – Sido feat. Harris (Universal)
- 2009: Mein Deutschland – Blaze (Intergroove)
- 2009: Stromschlag – Blaze (Intergroove)
- 2010: Wer bist du? – F.R. (DEAG)
- 2010: Checker der Vollstrecker – Der Checker (Sony)
- 2010: Nothing to Lose – Daniel Schuhmacher (313 Music)
- 2011: Ganz normaler Wahnsinn – F.R. (DEAG)
- 2011: Das Beste – Culcha Candela (Universal)
- 2011: Die wirklich wahren Dinge – Flo Mega (Four Music)
- 2011: Wenn Worte meine Sprache wären – Tim Bendzko (Sony)
- 2013: #GEILON – MC Fitti (Styleheads Music)
- 2014: Ballonherz – Olson (Universal)
- 2014: Tatooine – Curse
- 2014: Sooner or Later – Kat Vinter
- 2015: Jump the Gun – Ann Sophie (Beitrag beim deutschen Vorentscheid zum Eurovision Song Contest 2015)
- 2015: Crystal Sky – Lena
- 2015: Das SuperBob Album – SpongeBob Schwammkopf[3]
- 2015: Nador — Namika
- 2015: Malcolm Mittendrin (mit David X Eli), Selbstlos und So wie du bist – MoTrip auf dem Album Mama
- 2015: Gelb – Gerard feat. Maeckes auf Juice-CD No 130
- 2016: Afterglow – Laila Samuels (Beitrag zum Melodi Grand Prix 2016 in Norwegen)
- 2016: Mein Mädchen — Marvin Game feat. Lary auf Hennessy & Autotune
- 2017: Guten Morgen Freiheit — Yvonne Catterfeld
- 2017: Lieb mich dann — Helene Fischer
- 2018: Que Walou — Namika
- 2018: Bei mir – Curse
- 2020: Was machst du da? – Céline
- 2020: Für mich – Céline
- 2020: Tränen aus Kajal – Céline
- 2020: Wenn ich will – Céline
- 2020: Überall – Céline
- 2020: Instinkt – Céline
- 2020: Emotions 2.0 – Ufo361 feat. Céline
- 2021: Mom&Dad – Céline
- 2021: Hotel – Céline
- 2021: Mit Dir − Sido
- 2022: Ballade – Loredana feat. Céline
- 2022: A$AP & Rihanna – Céline
- 2022: Looking for Love — Lena
- 2023: 3 Sekunden – Céline feat. Paula Hartmann
- 2023: Komm in meine Arme – Lune feat. Céline
- 2024: Lost Tapes, Teil 1 – Céline
- 2025: Lost Tapes, Teil 2 – Céline
- 2025: Lost Tapes, Teil 3 – Céline

## Auszeichnungen
- 2019: Deutschen Musikautorenpreis in der Kategorie „erfolgreichste Werk 2018“ (Je ne parle pas français von Namika).[4]
- 2023: Polyton in der Kategorie „Text“ (3 Sekunden von Céline feat. Paula Hartmann)[5]